# ESO 255-7
ESO 255-7 هو اصطدام مجري، يقع في كوكبة الكوثل.

## روابط خارجية
- ESO 255-7 على موقع ويكي سكاي: DSS2, SDSS, GALEX, IRAS, Hydrogen α, X-Ray, Astrophoto, Sky Map, Articles and images